# 生田東門商店街

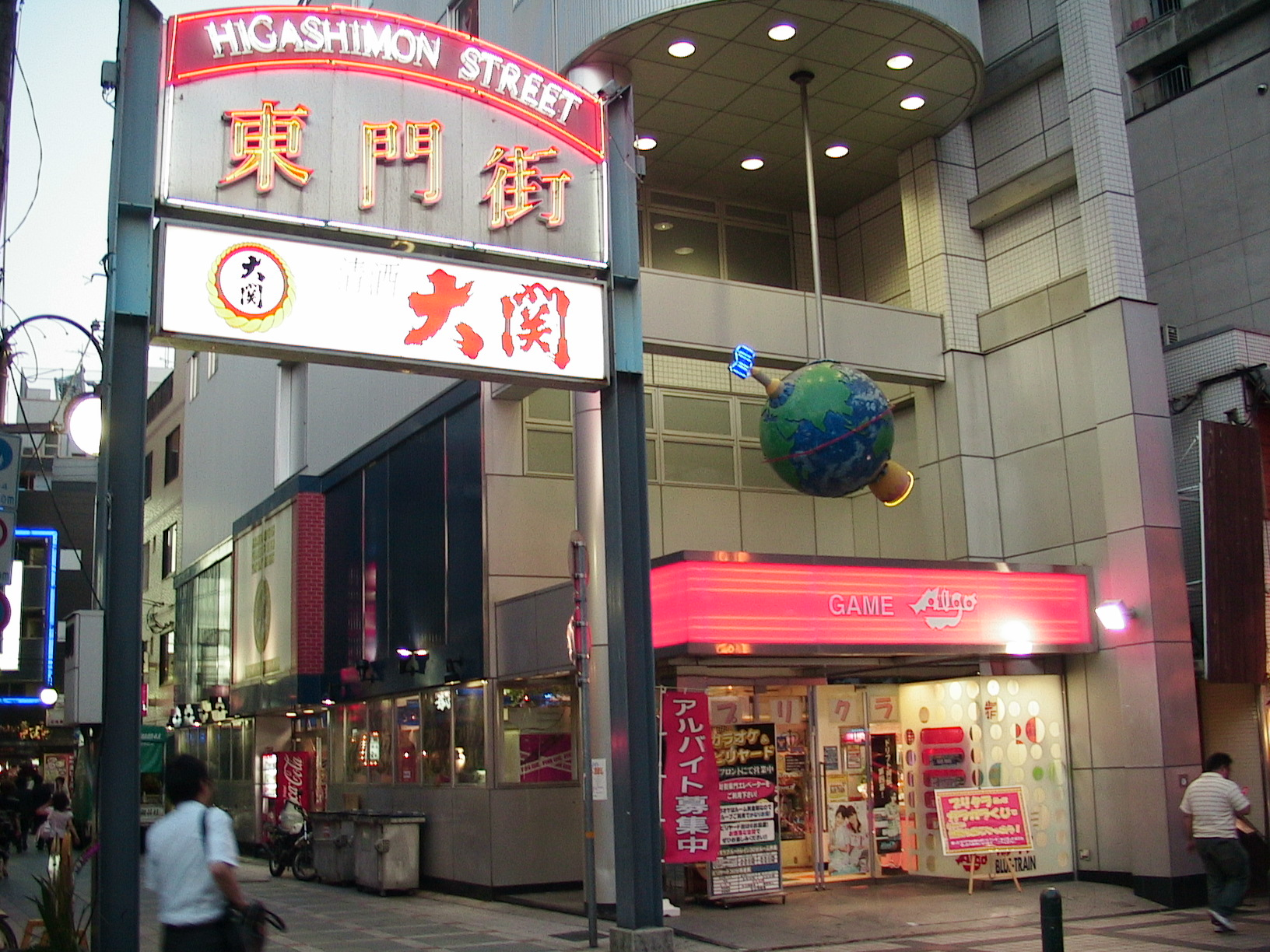
生田東門商店街,東門筋アーチ

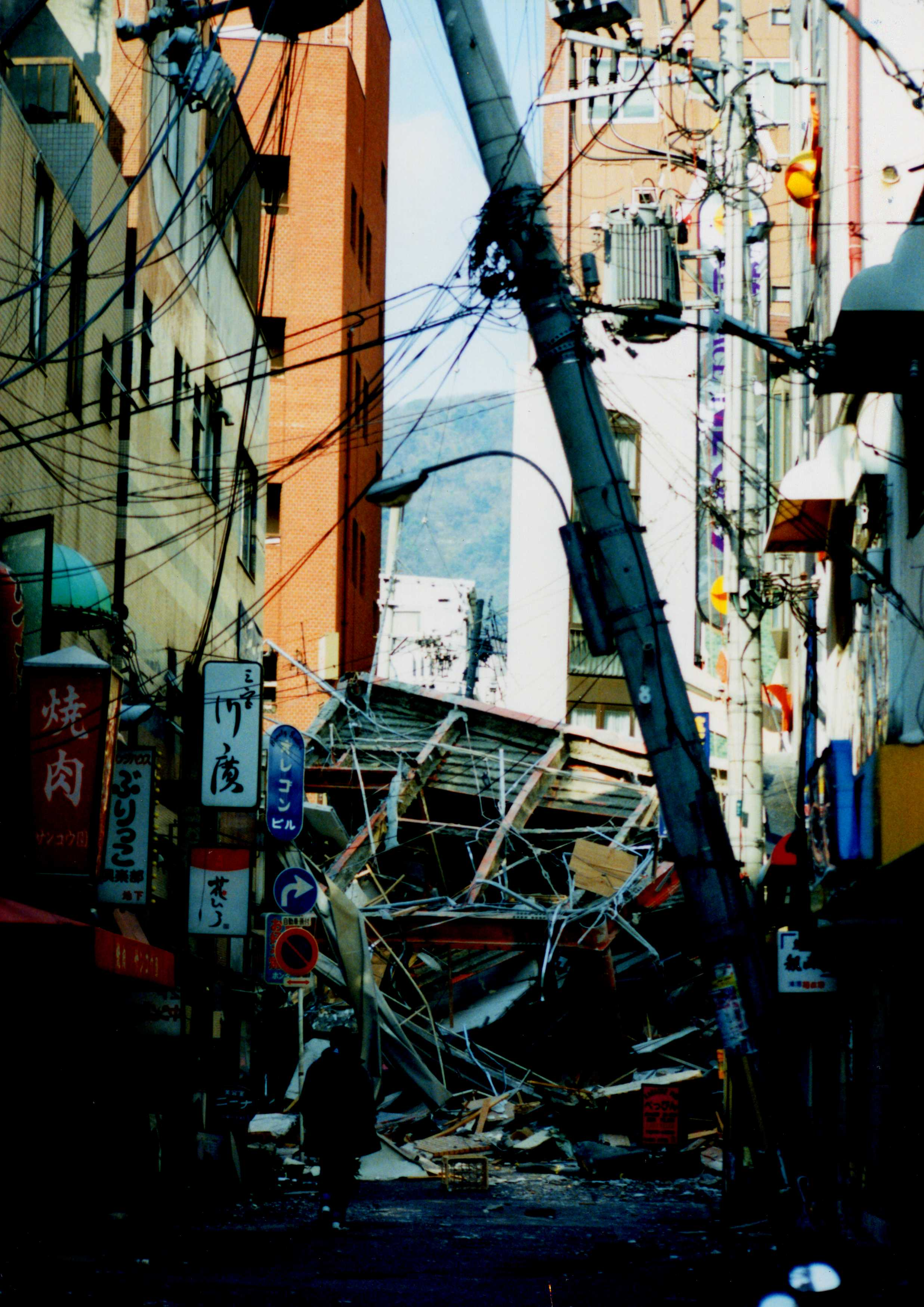
阪神・淡路大震災時の生田東門商店街（1995年1月17日）

生田東門商店街（いくたひがしもんしょうてんがい）は、兵庫県神戸市中央区の商店街。
商店街の両端に「東門街」と書かれたアーチがあることから、「東門街」の名で知られている。「生田東門商店街協同組合」という商店主組織がある。

## 概要
生田神社の東側をなぞるように南北に走る道路東門筋に面し（東門筋の名は、ほぼ中間地点に生田神社の東門があることに由来している）、いわゆる「雑居ビル」が多く建ち並び、夜間営業を中心とした飲食店などが多い。このため、19時から翌朝4時までの時間帯と、それ以外の時間とでは、混雑ぶりに大きな差があり、「夜の歓楽街」として知られる場所である。
しかし、一般的に「夜の歓楽街」でイメージされる風俗店は、（周辺にはあるが、）このエリアにはない。また、昼間時にも、コンビニエンスストア・文具店・酒屋・一般ホテル・薬局などが営業しているため、昼夜とも商店街として機能しつつ、昼と夜で雰囲気が変わるという特徴を持つ。
現在「三宮」と呼ばれるエリアの大部分は、1930年代以降、特に戦後に商業地となったが、生田東門商店街のルーツは明治時代にさかのぼる。また、明治初期には、東門筋東側の、旧生田川（現在のフラワーロード）までのエリアに、神戸外国人居留地競馬場があった。
1995年の阪神・淡路大震災では、多くの建物が倒壊した。由緒ある商店街でありながら、建物の多くが比較的新しいのはこのためである。
北東部には「三角マーケット」と呼ばれるエリアがある。かつては「三角マーケット協同組合」があったが、震災で建物が倒壊し多くの店舗が転出したことで維持が困難となり、2006年に解散した。
かつては飲食店が支払うみかじめ料が暴力団の有力な資金源の一つとなっていた。2010年代、暴力団排除条例の浸透などによりみかじめ料の摘発事例は減少したが、2020年代初頭に新型コロナウイルスの感染拡大に伴い飲食店の廃業、新規出店が活発化。警察側は新たに徴収が行われかねないとして警戒にあたった。